# Nikolái Luzin
Nikolái Nikoláyevich Luzin (del ruso: Николай Николаевич Лузин); Irkutsk, 9 de diciembre de 1883-Moscú, 28 de enero de 1950, cuyo apellido se ve frecuentemente escrito como Lusin, fue un matemático ruso y soviético. Investigó principalmente la teoría de conjuntos y los aspectos más topológicos del análisis matemático.
Aparte de sus trabajos, Luzin contribuyó a formar a numerosos matemáticos destacados, tales como Pável Aleksándrov, Andréi Kolmogórov, Aleksandr Jinchin (o Khintchine), Mijaíl Lavréntiev y Pável Urysón (o Urysohn).

## Biografía

### Formación
Luzin se matriculó en Matemáticas en la Universidad Estatal de Moscú en 1901, bajo la dirección de Dmitri Egórov. Tras el cierre de la universidad a continuación de los disturbios de 1905-1906, accedió a un programa de intercambio con París que le permitió seguir las conferencias de Émile Borel, Jacques Hadamard y Henri Poincaré. Estos cursos debieron de ejercer una profunda influencia en sus investigaciones matemáticas posteriores. Terminó los exámenes en 1910. Por iniciativa de Yegórov, entre 1910 y 1914 accedió a una bolsa de estudios que le permitió asistir durante tres años a la Universidad de Göttingen, donde recibió la influencia de Edmund Landau, y después a la Universidad de París.
En 1912, publicó el enunciado que posteriormente sería conocido como el teorema de Luzin. De vuelta a Moscú, impartió clases a partir de 1914, y al año siguiente publicó su memoria de tesis de habilitación, titulada Series enteras y series trigonométricas (Интеграл и тригонометрический ряд). En 1917, obtuvo una cátedra de matemáticas.

### La revolución de 1917 y el leninismo
En 1918, hacia el final de la Revolución de Octubre, Luzin dejó Moscú y tomó un puesto docente en el Instituto Politécnico de Ivánovo-Vosnesensk (actual Instituto Estatal Químico-Tecnológico de Ivánovo).
En 1922, retomó sus clases en la Universidad de Moscú, donde organizó un seminario de investigación. Entre sus doctorandos se contaron algunos de los matemáticos más célebres de la Unión Soviética: Pável Aleksándrov, Nina Bari, Aleksandr Jinchin (o Khintchine), Andréi Kolmogórov, Aleksandr Kronrod, Mijaíl Lavréntiev, Lázar Liustérnik, Piotr Nóvikov, Liudmila Kéldysh, Lev Schnirelmann, Pável Urysón, Iván Priválov, Dmitri Menshov y Mijaíl Suslin, fallecido prematuramente, con el cual desarrolló a partir de 1917 la teoría analítica de conjuntos.
En 1928, presidió una sesión plenaria del Congreso Internacional de Matemáticos de Bolonia («Sobre las vías de la teoría de conjuntos»). Al año siguiente, fue nombrado miembro de la Academia de Ciencias de la Unión Soviética, y dos años después fue adjunto al Instituto Steklov de Matemáticas de la Academia de Ciencias soviética.

### La era estalinista y el asunto Luzin
Entre julio y agosto de 1936, Luzin fue criticado en una serie de artículos publicados en el Pravda, y tuvo que comparecer delante de una comisión de la Academia de Ciencias de la Unión Soviética, acusado de ser un enemigo del pueblo. Antes incluso de la campaña de prensa del Pravda, esta acusación ya había golpeado a varios profesores moscovitas ingresados en la Universidad de Moscú antes de 1917.
El 21 de noviembre de 1930, una facción de la Sociedad de Matemática de Moscú proclamó que en sus filas había un buen número de elementos contrarrevolucionarios. Esta facción contaba a varios exalumnos de Luzin, como Lustérnik, Schnirelmann, Aleksandr Guélfond (o Gelfond) y Lev Pontriaguin. Algunos objetivos fueron nombrados explícitamente, como su mentor Yegórov, quien ya había sido detenido y que moriría en 1931.
La ofensiva política contra Luzin no fue solamente obra de las autoridades estalinistas, sino también de un grupo de estudiantes conducido por Pável Aleksándrov. Tras comparecer ante la comisión de investigación, Luzin no fue dimitido ni tuvo que dimitir de la academia, pero tampoco fue rehabilitado, ni siquiera después de la muerte de Stalin. El asunto Luzin marcó el principio de una serie de ataques políticos contra la genética, la teoría de la relatividad y otras ramas de la modernidad científica de finales de los años 1930.
El año 1946 marcó una réplica del enfrentamiento entre Kolmogórov, jefe de fila de los «jóvenes profesores», y Luzin. Luzin había votado contra la candidatura de Pável Aleksándrov a la Academia de Ciencias, al contrario de lo que había prometido, por lo cual Kolmogórov le propinó una bofetada en plena sesión de la Asamblea. Kolmogórov perdió así todos sus puestos de profesor.

## El colectivo «Lusitania»
Luzin dio su nombre al colectivo Lusitania, un grupo informal de jóvenes matemáticos moscovitas de la primera mitad de los años 1920, partidarios del enfoque conjuntista de Luzin, quienes desarrollaron sus implicaciones en diversas ramas de las matemáticas.